# Іжма (Нижньогородська область)
Іжма (рос. Ижма) — селище в Воскресенському районі Нижньогородської області Російської Федерації.
Населення становить 4 особи. Входить до складу муніципального утворення Воздвиженська сільрада.

## Історія
Від 2009 року входить до складу муніципального утворення Воздвиженська сільрада.

## Населення
| 1999 | 2002 | 2010 |
| ---- | ---- | ---- |
| 18   | ↘14  | ↘4   |